# Оммундсен, Харкурт
Артур Норман Виктор Харкурт Оммундсен (англ. Arthur Norman Victor Harcourt Ommundsen; 23 ноября 1878, Аллоа — 19 сентября 1915) — британский стрелок, призёр летних Олимпийских игр.
Оммундсен был сыном норвежца и шотландки. Вступив в армию, он в звании сержанта участвовал в летних Олимпийских играх в Лондоне. Он соревновался только в стрельбе из армейской винтовки среди команд, и в этой дисциплине он занял второе место.
На следующих летних Олимпийских играх 1912 в Стокгольме Оммундсен снова стал серебряным призёров в командной стрельбе из армейской винтовки, а также занял седьмое место в стрельбе из армейской винтовки из любой позиции на 600 метров.
Оммундсен в звании лейтенанта участвовал в Первой мировой войне в знаменитой Почётной артиллерийской роте (англ. Honourable Artillery Company) и погиб в бою под Ипром. Похоронен в Бельгии.